# Ribes ambiguum
Ribes ambiguum är en ripsväxtart som beskrevs av Carl Maximowicz. Ribes ambiguum ingår i släktet ripsar, och familjen ripsväxter. Inga underarter finns listade i Catalogue of Life.